# Горбунов-Посадов, Иван Иванович
Ива́н Ива́нович Горбуно́в-Поса́дов (настоящая фамилия Горбуно́в; 4 [16] апреля 1864 или 16 апреля 1864, Колпино, Санкт-Петербургская губерния — 12 февраля 1940[…], Москва) — русский и советский писатель
, просветитель, педагог, редактор и издатель книг и журналов для детей. Также известен как один из ближайших сподвижников Льва Толстого.

## Ранние годы
Сын инженер-механика, зав. модельной мастерской Ижорского завода Морского ведомства. Первое стихотворение его напечатано в 1881 году.

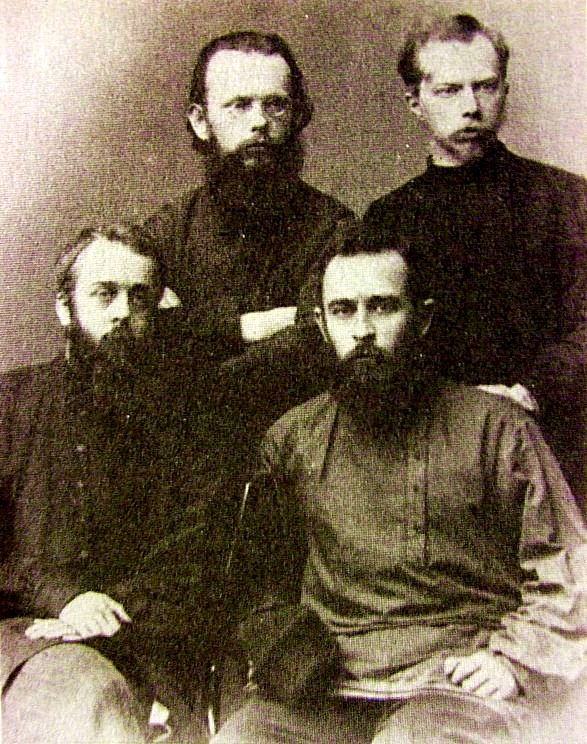
И. М. Трегубов, И. И. Горбунов-Посадов, П. И. Бирюков, Е. И. Попов

## Толстой
С 1884 года стал последователем Л. Н. Толстого. Принимал активное участие в деятельности издательства «Посредник» (брошюры-листовки для народа). К концу 1880-х гг. становится одним из главных работников, а с 1897 года — руководителем издательства, расширяя его деятельность выпуском новых серий: «Библиотека для детей и юношества», «Библиотека для интеллигентных читателей».
Был сторонником так называемого «свободного воспитания». В 1907—1918 редактирует радикальный педагогический журнал «Свободное воспитание», в издании которого принимают участие Н. К. Крупская и В. Д. Бонч-Бруевич. С 1909 года издаёт «Библиотеку свободного воспитания» (над иллюстрациями к изданиям которой работала Е. М. Бём), в 1907—1918 — журнал для детей «Маяк». Большой популярностью пользовались, написанная совместно с Я. Е. Егоровым, «Азбука-картинка с подвижными разрезными буквами» (1889), многочисленные сборники рассказов, стихов и пр. Затем появляются серии: «Борьба с пьянством», «Деревенская жизнь» и «Крестьянское хозяйство», «Календарь для всех» и т. д. Во всех этих изданиях Горбунов-Посадов работает как автор (анонимно) и главным образом как редактор.
Среди стихотворений Горбунова-Посадова выделяется «Погром» (1903) — искреннее, эмоциональное, полное возмущения изображение еврейского погрома и гибели русского студента, вступившегося за несчастных жертв.

## Первая мировая война
Движимый чувством гуманности, он возвышает свой голос против войны (серия «Всемирное братство» и др.). Созвучно коммунистам понимая причины ужасающих его явлений («Пролетарии всех стран, разъединяйтесь! Дан приказ и пушка вам кричит: „убивать друг друга принимайтесь, как вам царь ваш капитал велит“»), он остаётся противником насилия и призывает «в тиране всё же видеть брата», «услышав бога», исполнять заповедь: «любить, прощать, благословлять».

## РСФСР
В 1917 году под редакцией И. И. Горбунова-Посадова вышло два номера журнала «Обновление жизни».
В 1921 году И. И. Горбунов-Посадов и В. Г. Короленко вместе организовывали в Полтаве помощь голодающим. До 1925 года он продолжал руководить издательством «Посредник» (само издательство было закрыто в 1935 году). Выпускалась, в основном, детская и научно-популярная литература. Также работал в области педагогики.
Похоронен на Ваганьковском кладбище.

## Оценка деятельности
Единодушное мнение справочников СССР о Горбунове-Посадове было положительным и формулировалось близко к следующей формуле ЛЭ: В истории просвещения народных масс и распространения в их среде полезных знаний, а также в деле распространения идей нового трудового свободного воспитания, издательская и писательская деятельность Горбунова-Посадова оставила значительный след.
Во всех своих литературных произведениях Горбунов-Посадов — типичный толстовец.

## Аудиокниги
- Горбунов-Посадов, Иван Иванович. Цветник духовный для детей. Правдивые и поучительные истории из прошлых времён (аудиокнига). Артикул: Э004098. Жанр аудиокниги: детская литература, религиозная литература. Формат аудиокниги: MP3, 1 диск. Продолжительность звучания аудиокниги: 03:41:00. Год издания аудиокниги: 2007. Озвучивает: заслуженная артистка России Наталия Минаева. Производитель: Деоника.

### Поэзия и проза
- В Христову ночь и другие стихотворения, 1909.
- Братская кровь, 1911.
- Песнь о рабочем народе (ред. и сост.), 1911.
- Война. Стихотворения (1914—1917 гг.), 1917.
- Опомнитесь, братья! Стихотворения (1900—1917), 1917.
- Война войне!, 1917.
- Что такое война, 1917.
- Святая ночь, 1917.
- Корабль дьявола, 1917.
- Мы, мёртвые, говорим вам, 1917.
- Девять в минуту, 1918.
- Освобождение человека, 1918.
- Песни о Голоде, 1921
- Песни братства и свободы. Том 1. 1882—1913 гг., Москва, 1928.
- Источник исцеления и другие правдивые истории, (Библиотека православного детства), Москва, Круг чтения, 2001.

### Статьи и речи
- Эрнест Кросби, поэт нового мира, 1908.
- Сострадание к животным и воспитание наших детей, 1910.
- К русским женщинам, 1917.
- О смертной казни в Советской республике. Доклад ВЦИК и СНК, 18 авг. 1919.
- В чём истина и жизнь, 1921
- Речь на вечере памяти В. Г. Короленко, 1922.
- Речь при прощании с В. Ф. Булгаковым, высылаемым за границу, 1923.
- Речь на собрании МВО, посвящённом десятилетию мировой войны, 26 июля 1924.
- Уничтожьте же, наконец, смертную казнь, 1925.
- Толстой и судьбы человечества, 1928.

## Наследие
Личный архив И.И. Горбунова-Посадова хранится в Российском государственном архиве литературы и искусства. Фонд насчитывает 3891 единицу хранения за 1870–1992 гг. Основу фонда составляют переписки, рукописи, материалы издательства «Посредник», материалы журналов «Свободное воспитание» и «Маяк», многочисленные материалы о Л.Н. Толстом и его окружении, собранные в соавторстве с женой Е.Е. Горбуновой-Посадовой.